# Municipio de Upper Merion
El municipio de Upper Merion  (en inglés: Upper Merion Township) es un municipio ubicado en el condado de Montgomery en el estado estadounidense de Pensilvania. En el año 2000 tenía una población de 26.863 habitantes y una densidad poblacional de 615,2 personas por km².

## Geografía
El municipio de Upper Merion se encuentra ubicado en las coordenadas 40°05′00″N 75°20′59″O / 40.08333, -75.34972.

## Demografía
Según la Oficina del Censo en 2000 los ingresos medios por hogar en la localidad eran de $65,636 y los ingresos medios por familia eran $78,690. Los hombres tenían unos ingresos medios de $51,247 frente a los $38,166 para las mujeres. La renta per cápita para la localidad era de $34,961. Alrededor del 2,9% de la población estaban por debajo del umbral de pobreza.